# Іменники основи на -ū-
Імéнники -ъв- оснóви або імéнники з оснóвою на *-ū- — невелика група іменників, що в праслов'янській мові належали до відміни іменників з основами на приголосні, тож окремої відміни вони не становили. До -ъв- основи належали іменники тільки жіночого роду, з них п'ять позначали осіб жіночої статі: *svekry, *zъly, *jętry, *svaty і *neplody; два — абстрактні: *ljuby і *cěly; десять — назви плодів: *smoky, *mъrky / *mъrxy, *tyky, *redьky / *rьdьky / *rodьky, *pigy, *brosky / *bersky / *porsky, *brъdoky, *bruky, *męty, *plody; а також інші: букы, цьркы, хорѫгы, азъбукы, сковорды, куры, кры, бры, жьрны, Мъскы, брады, локы, pluty, пьстры, věty, húžy, ostry, orky, viky, коты, коны, крокы, куропъты, похы, паны, lagy, mǫty, *kasty, *body, *brъdoky. Прикметою цих основ був суфікс -ъв-, що з'являвся при відмінюванні. Цей наросток є відображенням історичного чергування *-ū → ы (у кінці слова) / *-ŭṷ → -ъв- (перед голосівкою).
Група дуже малопродуктивна й слабка, тож почала руйнуватися ще в праслов'янську добу, раніше за всі інші відміни підпавши під значний вплив, головним чином, -ā- основи і трохи -ǐ- основи (ще менше -ŏ- основи). Зараз же цю групу втрачено, а самі іменники розійшлися по 1 та 2 (і лише один у 3-ій) відмінах, отримавши окрему флексію для кличного відмінку.

## Проблема визначення
Оскільки в усіх відмінках (окрім називного однини) цей тематичний -ū розпася на сполуку -ŭṷ-, що й дало -ъв-, то виник тип відмінювання, вельми схожий на відміну з основою на приголосні. Тим паче, дуже рано знахідний відмінок замінив називного, тому початкову форму на -ы було втрачено. Саме тому більшість учених відносять їх до підгрупи іменників з основами на приголосний, хоч деякі науковці виділяють цю групу в окрему відміну.

## Історія
Кінцівка -ъв- основи -ū- виникла ще в інд.-є. мові із закінчення -ṷā через посередництво -ṷә. Отже, цілком зрозуміло, що всі ці іменники — жіночого роду (пор. іменники основи на -ǔ-, що є тільки чоловічого роду). Єдиний слід чол. роду основи на *-ū є в слові язик, що його представлено з формантом к (← -kъ): укр. язик ← стсл. ѩзыкъ ← псл. (j)ęzykъ ← псл. *ęzy ← інд.-є. *en-ĝhū-. Ба більше, уже сама обставина того, що -ы виникло внаслідок редукції складу -ṷā, дає змогу стверджувати, що закінчення не могло мати наголосу, тобто останній падав на корінь слова. Щоправда, існує кілька винятків, як-от: жьрны, пьстры, Мъскы, що може бути пояснено впливом інших основ.
Невелику кількість іменників основи -ū- може бути пояснено тим, що значна їхня частина ще на прасл. ґрунті ввійшла в контамінацію з основами на -ni і утворила многу категорію слів на -yni (пор. pust-yni, *orb-yni, gospod-yni тощо). Наче компенсувавши цю втрату, з'явилася купа слів, що ввійшли з німецьких мов з наростком -ы (=нім. -ō): букы, цьркы, смокы, локы.

### Основи
- Чиста основа. До цього утворення належить більшість іменників на зразок свекры, жьрны, золы.
- Основа на -ры- (-ry-). До цього утворення належить усього два слова: pьstry та ostry.
- Основа на -ты- (-ty-). Що така основа взагалі існувала, свідчать грецькі утворення на штиб βρωτύς, έθητύς. Однак у псл. мові їх був розширив суфікс -ā-, тож вони збіглися зі старими основами, що їх був розширив суфікс -tvā. Можливо, залишки цієї основи є в словах lovitәv «полювання», žetәv «жáтва», pletev «плетиво».

### Відмінювання
Зазначимо, що за допомогою букв о та ω, е та є нижче розрізнюються ті відмінки, що однаково звучать, наприклад: свекрóви — давальний та місцевий відмінок однини, свекрωви — називний-знахідний двоїни.
| Відмінок   | Свекруха             | Свекруха               | Свекруха                | Свекруха                        |
| Відмінок   | Однина               | Однина                 | Однина                  | Однина                          |
| Відмінок   | укр.                 | ц.-сл.                 | ст.-сл.                 | псл.                            |
| ---------- | -------------------- | ---------------------- | ----------------------- | ------------------------------- |
| Наз.       | свекр-у́х-а           | свекр-ы                | свєкр-ъı                | *sṷĕkr-ū-s → svěkrȳ             |
| Род.       | свекр-у́х-и           | свекр-óв-е             | свєкр-ъв-є              | *sṷĕkr-ǔṷ-ěs → -ě               |
| Дав.       | свекр-у́с-і           | сверк-óв-и             | свєкр-ъв-и              | *sṷĕkr-ǔṷ-ī → -ī                |
| Знах.      | свекр-у́х-у           | свекр-óв-ь             | свєкр-ъв-ь              | *sṷĕkr-ǔṷ-ṃ1 → -ĭm → -ĭn → -ь   |
| Оруд.      | свекр-у́х-ою          | свекр-óв-їю            | свєкр-ъв-иѭ свєкр-ъв-ыѭ | *sṷĕkr-ǔṷ-iān → -ĭjǫ            |
| Місц.      | на/у свекр-у́с-і      | свекр-óв-и             | свєкр-ъв-є              | *sṷĕkr-ǔṷ-ěs → -ě               |
| Клич.      | свекр-у́х-о           | —                      | —                       | —                               |
|            | Двоїна               |                        |                         |                                 |
| Наз.-Знах. | — (діал. свекр-ус-і) | свекр-ωв-и             | свєкр-ъв-и              | *sṷĕkr-ǔṷ-ī                     |
| Род.-Місц. | —                    | свекр-ωв-їю            | свєкр-ъв-ѹ              | *sṷĕkr-ǔṷ-ǒṷs → -ū              |
| Дав.-Оруд. | —                    | свекр-óв-ама           | свєкр-ъв-ама            | *sṷĕkr-ǔṷ-āmās → -āmā           |
|            | Множина              |                        |                         |                                 |
| Наз.=Клич. | свекр-у́х-и           | свекр-ωв-и             | свєкр-ъв-и              | *sṷĕkr-ǔṷ-ṇ1s → -ĭns → -ī       |
| Род.       | свекр-у́х-ø           | свекр-óв-ей            | свєкр-ъв-ъ              | *sṷĕkr-ǔṷ-ōn → -ǒn → -ǔn → -ъ   |
| Дав.       | свекр-у́х-ам          | свекр-óв-амъ           | свєкр-ъв-амъ            | *sṷĕkr-ǔṷ-ā-mŭs → (*ьмъ →) -āmъ |
| Знах.      | свекр-у́х-ø           | свекр-óв-и свекр-óв-ей | свєкр-ъв-и              | *sṷĕkr-ǔṷ-ṇ1s → -ĭns → -ī       |
| Оруд.      | свекр-у́х-ами         | свекр-óв-ами           | свєкр-ъв-ами            | *sṷĕkr-ǔṷ-ā-mīs → (*ьmī →) -āmī |
| Місц.      | на/у свекр-у́х-ах     | свекр-óв-ахъ           | свєкр-ъв-ахъ            | *sṷĕkr-ǔṷ-ā-sŭ → (*ьхъ →) -āхъ  |

Уже в найдавніших староруських і взагалі слов'янських пам'ятках у формах давального, орудного й місцевого відм. множини вживано флексії -амъ, -ами, -ахъ замість -ьмъ, -ьми, -ьхъ, що є безсумнівним результатом упливу іменників -ā- основи.

### Розвиток
Називний відмінок
- Однина. Закінчення -ы відображає інд.-є. закінчення цього ж відмінку -ūs. Така кінцівка надто ізолювала ці іменники — тому її почала заступати форма зназ. відм. Через це виникли нові форми наз. відм., як-от: букъвь, кръвь, любъвь, свекръвь, цьркъвь. Проте і ці форми здебільшого не збереглися, окрім слів кров і любов, які злилися з -ǐ- основою. Інші ж на штиб морква, буква, церква злилися з -ā- основою, отримавши нову флексію -а, при чому деякі з них уже здавна втратили були навіть суфікса -ъв- типу редька, азбука, сковорода (вони безпосередньо замінили старовинну флексію -ы на -а), свекруха тощо.
- Множина. У сучасній українській мові іменники колишньої -ъв- основи мають закінчення -и: букви, церкви. Іменники ж любов та кров множини не мають, а жорно підпало під уплив -ŏ- основ, тому має -а: жорна.

Родовий відмінок
- Однина. Закінчення -е представляє собою правильний рефлекс інд.-є. -es. Але, як відомо, іменники приголосних основ стали підпадати під уплив -ǐ- основ, тому в род. відм. старішу флексію -е замінила нова на -и. Донедавна вважалося нормативним написання закінчення -и в род. відм. і для іменників жін. роду на приголосний (кров — крови, Русь — Руси), що закріпила скрипниківка. Цю саму стародавню рису планував відновити і проєкт 1999 року, проте чинний правопис подає закінчення лише -і (пор. крові замість крови).
- Множина. Іменники -ъв- основи цілком зберегли оцю свою стару форму — -(о)в. Подекуди це -о- випадає, тому маємо: букв, бритв, верств і верстов (різні значення), молитов, назв, хоругов тощо.

Давальний відмінок
- Однина. Сучасна українська мова втратила давнє закінчення. Іменники колишньої -ъв- основи під безпосереднім упливом -ā- основ отримали нову флексію -і замість -и: брові, хоругві.
- Множина. Саме ці іменники раніше від усіх потрапили під уплив -ā- основ, тому одержали закінчення -амъ- іще, мабуть, у праслов'янську добу: букъвамь, церкъвамь. Сучасна мова має відповідну форму -ам: бритвам, кроквам.

Знахідний відмінок
- Однина. Дуже рано форми род.відм. почали заміняти форм знах. відм. однини: любъве замість любъвь. Але українська мова не відбила цього явища. Кров і любов через -ǐ- основи зберегли страу форму наз. відм., а всі інші, злившись з іменниками -ā- основи, отримали флексію -у (букву, церкву).
- Множина. Зараз, як і раніше, форми знах. відм. повністю збігаються з формами називного.

Орудний відмінок
- Однина. За аналогією до -ā- основ витворилася нова форма -ою: буквою, церквою, морквою. Кров'ю й любов'ю утворилися через -ǐ- основи.
- Множина. Як дуже слабка група, ці іменники дуже рано прийняли форми -ā- основи, отримавши закінчення -ами: бритвами, тиквами, бровами.

Місцевий відмінок
- Однина. Спочатку виникла флексія -и, що згодом перейшла в -і.
- Множина. Іменники -ъв- основи отримали закінчення -ахъ, з якої згодом витворилася форма на -ах: бровах,

Кличний відмінок
- Однина. Як відомо, в однині форми кличного відмінка повністю збігалася з формою нзивного. Одначе з часом утворилася нова флексія і для них. Ті іменники, що підпали під уплив -ā- основ, одержали закінчення -о: букво, свекрухо, церкво; ті, що потрапили під уплив -ǐ- основ, через -jā- основи отримали -е: крове, любове.
- Множина. Зараз, як і раніше, форми клич. відм. повністю збігаються з формами називного.

### Сьогодення
У процесі розвитку української мови іменники кров і любов злилися з -ǐ- основою, хоч узагалі втратили форми множини, жорно повністю злилося з -ŏ- основою, ставши середнього роду, а решта — з іменниками -ā- основи. Слово ѩтры цілковито втратило свої первісні морфологічні риси, здобувши вигляд ятрівка (пор. діал. ятров), так само зовиця ← золы; свекры ввійшли до літературної мови з суфіксом -уха: свекруха (пор. діал. свекра і свекров).

## В інших мовах

### Російська мова
Наз. відм. однини на -ы зберігся лише в одиничних утвореннях типу: свекры, свякры.

### Польська мова
У польській мові залишки колишніх іменників -ъв- основи подекуди залишилися в гідронімах: псл. *Nary → Narъve → Narъvь → пол. Narev, псл. *Pelty → Peltъve → Peltъvь → пол. Pełtev.

## Зауваги
Не всі слова, що закінчуються саме на -ва, належали до -ъв- основи. Дехто може помилково вважати, що такі слова, як клюква, гужва, бритва, молитва тощо, колись були іменниками з суфіксом -ъв- і мали в називному відмінку однини такий вигляд, як клюкы, гужы, бриты, молиты, чого ж звичайно не було.